# Tirez les oreilles
Tirez les oreilles (Ohren ziehen) est un jeu de société créé par Brigitte Pokornik. Il a été édité par la société Haba.
Pour 2 à 4 joueurs à partir de 3 ans.

## Matériel de jeu
Le jeu contient :
- 9 cartes en carton épais représentant chacune une tête d'animal dont il manque les oreilles.
- 21 oreilles en bois (18 oreilles pour compléter les cartes, plus 3 oreilles de couleur bleue constituant des leurres). Les oreilles sont de 3 formes, mais chaque carte n'accepte qu'une seule paire d'oreilles par combinaison de la forme et de la couleur.
- 1 sac opaque pour piocher les oreilles.

## But du jeu
Le but du jeu est de compléter des têtes d'animaux avec leurs oreilles.

## Règles du jeu
Les joueurs se répartissent les cartes. Ils piochent chacun leur tour 2 oreilles, en les palpant mais sans les voir. Si une oreille complète une carte du joueur, elle est positionnée sur la carte, sinon elle est remise dans le sac.

### Le gagnant
Le premier qui a complété toutes ses cartes a gagné.

## Intérêt du jeu
Ce jeu favorise ainsi l'analyse tactile, mais aussi les stratégies. Il est aussi possible de l'utiliser avec les plus jeunes comme un simple jeu d'encastrement. À noter l'esthétique et le caractère modulable du matériel.